# Irina Privalova
Irina Anatolevna Privalova (ryska: Ирина Анатольевна Привалова), född 22 november 1968 i Malachovka i Moskva oblast, Sovjetunionen, är en rysk före detta friidrottare (sprinter och häcklöpare). 
Privalova började som sprinter och blev bronsmedaljör vid OS 1992 Barcelona. Året efter noterade hon världsrekord på 60 meter inomhus – ett rekord som fortfarande (2024) är gällande. Under 1990-talet tog Privalova ett flertal EM- och VM-medaljer både på 100 och 200 meter. 
Mot slutet av sin karriär valde hon att börja med 400 meter häck eftersom konkurrensen i sprint, främst från Marion Jones, var för hård. Satsningen visade sig vara lyckosam och vid OS i Sydney 2000 vann Privalova guld.

## Övriga meriter, mästerskap
- 1991: VM inomhus i Sevilla
  - 60 m - guld
  - 200 m - silver
- 1993: VM inomhus i Toronto
  - 4 x 100 m - guld
  - 4 x 400 m - guld
  - 60 m - silver
- 1995: VM inomhus i Barcelona
  - 400 m - guld

## Personliga rekord
- 50 m - 5,96 (Madrid, 1995)
- 60 m - 6,92 (Madrid, 1993)
- 100 m - 10,77 (Lausanne, 1994)
- 200 m - 21,87 (Monaco, 1995)
- 400 m - 49,89 (Moskva, 1993)
- 400 m häck - 53,02 (Sydney, 2000)